# Luca Brecel
Luca Brecel est un joueur de snooker professionnel belge né le 8 mars 1995 à Dilsen-Stokkem.
En 2012, Brecel devient le plus jeune joueur à se qualifier pour le championnat du monde de snooker. Quatre ans après, à peine âgé de 21 ans, il dispute une première finale de classement au Masters d'Allemagne, mais s'incline face à Martin Gould. Dès l'année suivante, il remporte son premier tournoi de cette importance au championnat de Chine et devient le premier joueur d'Europe continentale à réaliser cette performance. 
Brecel compte deux autres victoires sur des tournois de classement : l'Open d'Écosse 2021 et le championnat de la ligue 2022. En fin d'année 2021, il dispute également sa première finale de triple couronne, à l'occasion du championnat du Royaume-Uni (défaite face à Zhao Xintong). 
Le 1er mai 2023, malgré un 147 « highest break » de son adversaire lors de la 16e frame, il devient le premier belge champion du monde, en remportant le mondial face à Mark Selby, n'étant par ailleurs que le quatrième joueur d'origine non britannique et le seul joueur non anglophone à réaliser cette performance. À l'issue du tournoi, il atteint son meilleur classement de carrière en devenant no 2 mondial.

## Biographie

### Carrière amateur (2009-2011)
En avril 2009, il devient à 14 ans le plus jeune champion d'Europe dans la catégorie des moins de 19 ans. Le mois suivant, il bat Jimmy White (4-3) puis Ken Doherty, champion du monde en 1997 (5-3) lors du tournoi final des séries mondiales de snooker à Portimão au Portugal. Seul joueur amateur non classé à participer au tournoi, il sera finalement battu en quarts de finale (5-4) par Graeme Dott, no 10 mondial. 
En août 2009, au Classique Paul Hunter, il bat Joe Perry, no 12 mondial. Le 8 janvier 2010, lors d'un match exhibition à Bruges, Luca Brecel bat Stephen Hendry, sept fois champion du monde (4-1). Parmi ses autres performances, il devient
le 24 mai 2010 le plus jeune champion de Belgique dans la catégorie senior grâce à sa victoire contre Bjorn Haneveer, 62e mondial, sur le score de 7 manches à 4 et après avoir réussi le meilleur break du tournoi avec un 136.
Le 30 octobre 2010, Luca Brecel se retrouve avec Neil Robertson, Ding Junhui, Mark Selby, Ali Carter, Shaun Murphy, Jimmy White et Ronnie O'Sullivan au premier tournoi de Power Snooker à Londres. Il est éliminé par Ronnie O'Sullivan au premier tour (338-196). Le 14 décembre 2010, il est élu espoir sportif belge de l'année. Le 5 mai 2011, il reçoit une invitation pour participer à la saison 2011-2012 du circuit professionnel de snooker.

### Carrière professionnelle (depuis 2011)

#### Débuts prometteurs (2011-2012)

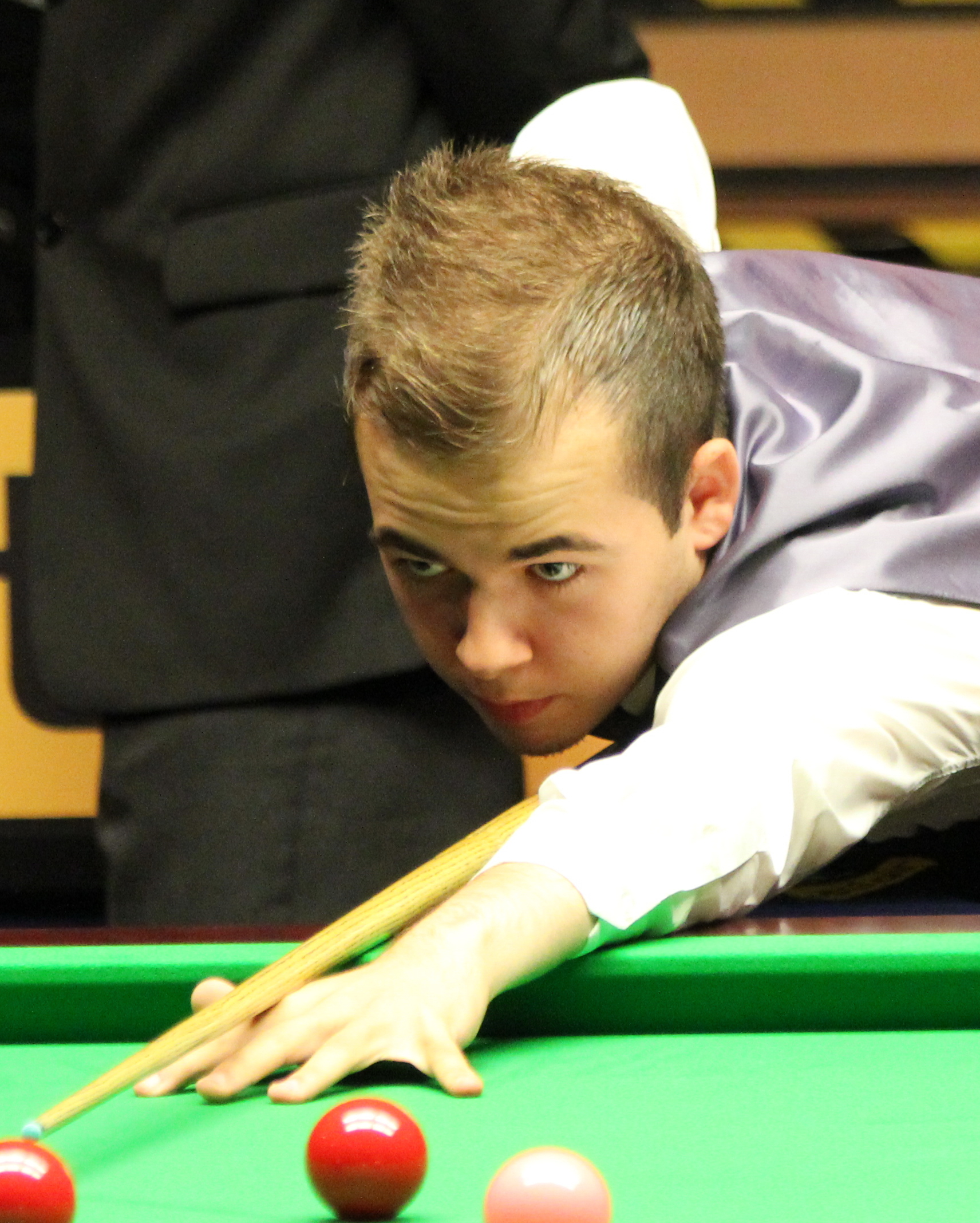
Luca Brecel lors du Classique Paul Hunter en 2012

Luca Brecel devient professionnel en juin 2011 et bat Anthony Hamilton pour son premier match officiel. En août 2011, il se classe 87e au classement mondial, devenant le deuxième Belge après Bjorn Haneveer, classé 65e. Il atteint les seizièmes de finale de la seconde épreuve du championnat du circuit des joueurs à Gloucester en battant au passage le 17e joueur mondial Jamie Cope.
En janvier 2012, il réussit son premier (et seul à ce jour) break maximum (147) dans un tournoi officiel. Lors de cette saison 2011-2012, il participe à de nombreux tournois professionnels où il peine à se qualifier pour le tableau final. Mais en avril, lors des qualifications des championnats du monde 2012, il passe quatre tours de qualification et intègre le tableau final. Il devient, à 17 ans et 1 mois, le plus jeune joueur à se qualifier pour ces championnats du monde. Le précédent était Stephen Hendry qui avait en 1986 17 ans et trois mois lors de sa première participation,. Il est par la même occasion le premier joueur belge qualifié pour le championnat du monde au Crucible Theatre. En novembre, Brecel est l'invité surprise des quarts de finale au championnat du Royaume-Uni, où, issu des qualifications, il passe très proche de se qualifier pour la demi-finale, il s'incline lors de la manche décisive face à Shaun Murphy, après avoir manqué plusieurs occasions de l'emporter.

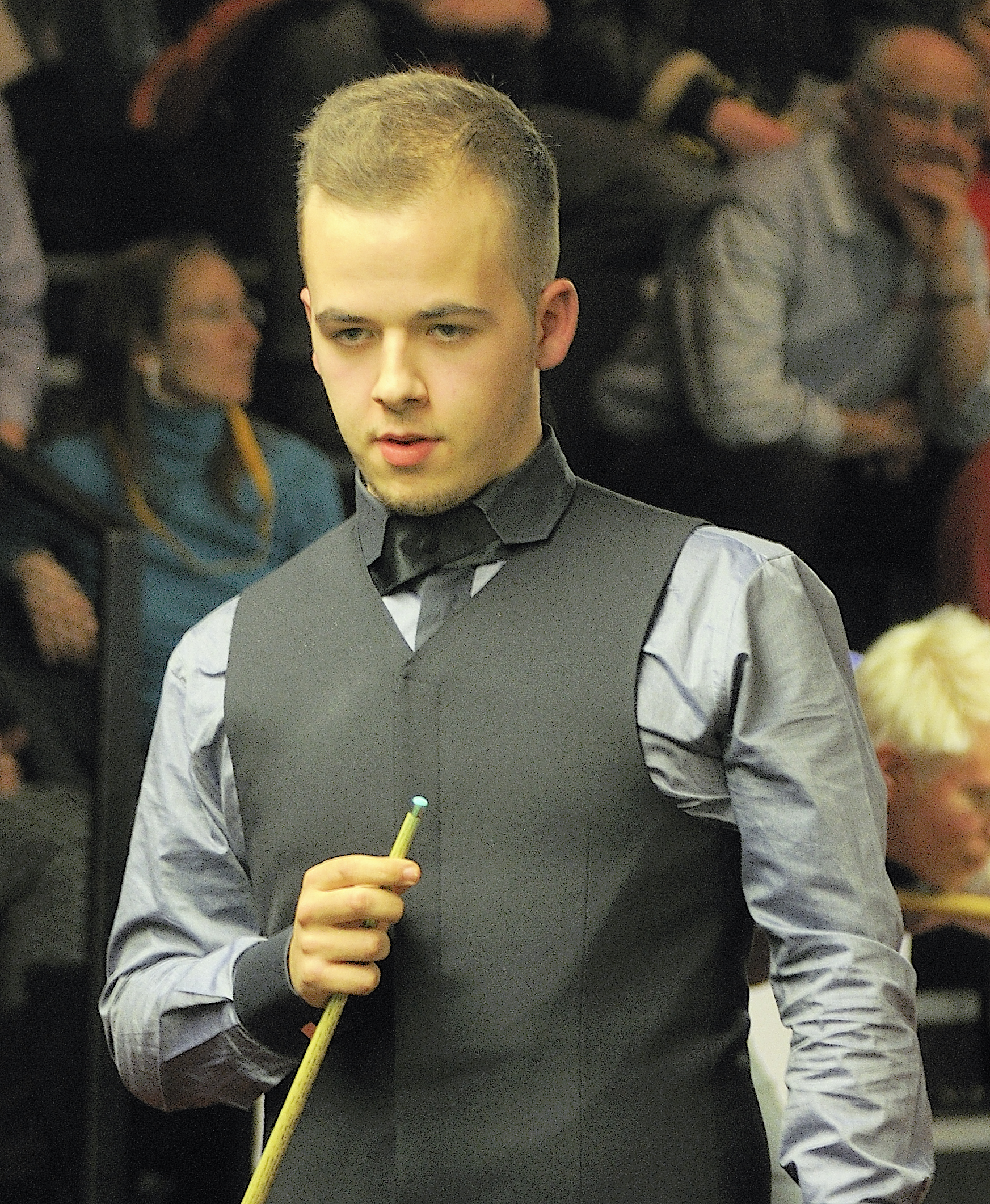
Luca Brecel au Masters d'Allemagne 2014.

#### Révélation et première finale (2013-2017)
En fin d'année 2013, Brecel manque de peu de réaliser un nouvel exploit au championnat du Royaume-Uni puisqu'il parvient à mener 5-2 face au no 6 mondial de l'époque, Stephen Maguire, avant de perdre en manche décisive.
Au cours de la saison 2014-2015, Luca Brecel réalise sa première demi-finale à l'Open du pays de Galles, battant trois top 16 dont le no 1 mondial de l'époque Mark Selby en huitièmes de finale, et signant le meilleur break du tournoi avec 140 points. Il s'incline face à l'Écossais John Higgins, quadruple champion du monde.
Brecel participe à sa première finale sur le circuit professionnel au Snooker Shoot-Out en 2016, mais il est battu par le Finlandais Robin Hull. Au Masters d'Allemagne 2016, il est le premier joueur belge à se hisser en finale d'un tournoi classé. Il affronte l'Anglais Martin Gould face à qui il s'incline sur le score de 5 à 9. Ce parcours le fait monter à la 28e place mondiale,. Toujours en 2016, Brecel se qualifie pour les quarts de finale au championnat du Royaume-Uni. Après avoir battu Stephen Maguire (6-3), il s'incline, comme en 2012, contre Shaun Murphy.
Au premier tour du championnat du monde 2017, opposé à la tête de série no 8 Marco Fu, il mène 7-1, 8-4 et 9-8 puis finit par s'incliner à la manche décisive (10-9). Il termine pour la première fois de sa carrière une saison dans le top 30 mondial. 

#### Premiers titres de classement et percée dans le top 10 (2017-2022)
Brecel remporte son premier titre dans un tournoi classé au championnat de Chine à Canton,. Pour ce faire, il élimine Ronnie O'Sullivan en quart de finale, 6-5, puis Shaun Murphy en finale, 10-5. Cette performance fait de lui le tout premier joueur originaire d'Europe continentale à s'imposer dans un tel évènement. Il progresse également dans le top 16 pour la première fois de sa carrière. Un mois après cette victoire, Brecel réussit à se hisser jusqu'en demi-finale à l'Open mondial, non sans mal, remportant trois matchs au terme d'une manche décisive. Il est battu par le Chinois Ding Junhui 6 manches à 4. 
En janvier 2019, pour sa seconde apparition au Masters de snooker, il élimine le tenant du titre, Mark Allen au premier tour pour rejoindre les quarts de finale. Cette année-là, à l'Open de Chine, Brecel profite d'un tableau favorable pour atteindre la demi-finale, où il est battu par l'Australien Neil Robertson 10 manches à 7. Quelques jours plus tard, le 21 avril 2019, il est impliqué dans la manche la plus longue jamais jouée au championnat du monde, qu'il perdra au bout de 79 minutes et 31 secondes. Brecel perdra à cette occasion son match de premier tour face à Gary Wilson 9 manches à 10. 
En juin 2020, il remporte le championnat de la ligue (tournoi non-classé), terminant en première position du groupe des vainqueurs, devant Ben Woollaston, Ryan Day et Stuart Bingham,,. En revanche, cela ne sauve pas sa saison catastrophique et il sort du top 16 mondial, chutant à la 38e place du classement. La saison suivante n'est pas meilleure mais elle suffit à le maintenir dans le top 40 mondial.  

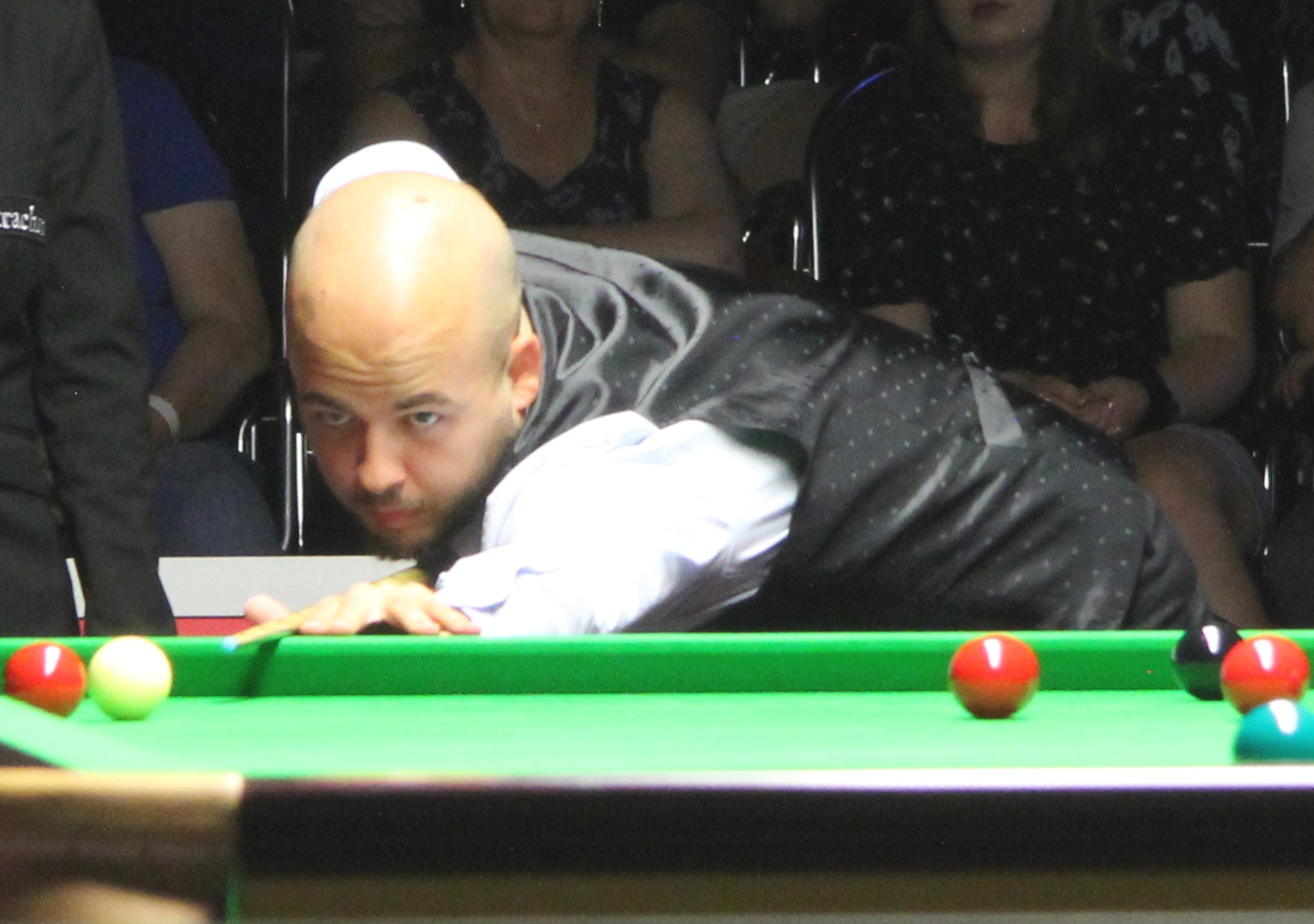
Luca Brecel, à la table, lors du Masters d'Europe 2022.

Brecel retrouve son meilleur niveau pendant la saison 2020-2021, disputant deux finales classées d'affilée, dont une à l'occasion d'un tournoi majeur ; le championnat du Royaume-Uni. Brecel y remporte des victoires contre trois joueurs du top 16 mondial (Stephen Maguire, Anthony McGill et Kyren Wilson, tombeur de Ronnie O'Sullivan au dernier tour), avant d'être battu sèchement par un Zhao Xintong intouchable (10-5). La semaine suivante, Brecel rejoint la finale à l'Open d'Écosse et la remporte cette-fois, en dominant John Higgins par 9 manches à 5.
Le 29 juillet 2022, il ajoute un nouveau titre à son palmarès, lorsqu'il remporte le championnat de la ligue face à Lu Ning. Néanmoins, son tournoi est principalement marqué par une victoire face au no 6 mondial, Zhao Xintong, 3 manches à rien, score qu'il devait à tout prix marquer pour se qualifier pour la finale. Le Belge termine l'année en beauté puisqu'il atteint la finale de l'Open d'Angleterre le 17 décembre, après une victoire expéditive face à l'homme en forme de la saison, Mark Allen. Il y est toutefois battu par un Mark Selby de retour au premier plan et largement au-dessus dans le compartiment défensif du jeu. Pour la première fois de sa carrière, Brecel progresse dans le top 10 du classement mondial.

#### Champion du monde en 2023
Luca Brecel commence son ascension vers le titre par une victoire au couteau face à celui qui l'avait battu au premier tour du tournoi en 2018 : Ricky Walden (10-9), marquant sa première victoire au Crucible Theatre. Au deuxième tour, il est confronté au triple champion du monde, Mark Williams, qu'il domine sur le score de 13-11. Opposé à Ronnie O'Sullivan pour son premier quart de finale en championnat du monde, Luca commence bien sa partie, mais finit par perdre la première session et ne parvient pas à rattraper son retard lors de la deuxième, étant ainsi mené 10-6 en début de dernière session. Il aborde cette dernière dans un état de relâchement total et parvient à remporter sept manches de suite face au meilleur joueur du monde et champion du monde en titre, s'imposant sur le score de 13-10. Pour sa première demi-finale au mondial, Brecel réussit l'un des plus grands exploits de l'histoire du snooker puisqu'il remonte un retard de 14-5 face au jeune chinois Si Jiahui, pour finalement l'emporter 17 à 15. En finale, il domine Mark Selby de bout en bout (18-15), en maintenant son avance de la première à la dernière manche du match, pour devenir champion du monde à 28 ans. Ce succès lui permet de se propulser au 2e rang du classement mondial.

#### Confirmation
Brecel se montre affûté dès le début de saison 2023-2024 puisqu'il parvient à rejoindre une finale lors du deuxième tournoi auquel il participe, le Masters de Shanghai. Auteur de quatre centuries dont deux en finale, il est cependant battu par Ronnie O'Sullivan (11-9). Le Belge traverse ensuite une période plus difficile lors de laquelle il ne parvient pas à rejoindre un seul dernier carré en tournoi. Début mars 2024, il affiche quelques progrès en atteignant la finale de l'édition inaugurale des Masters mondiaux où il s'incline de nouveau contre Ronnie. L'année suivante, il réitère cette performance et s'incline contre Mark Allen.

## Palmarès

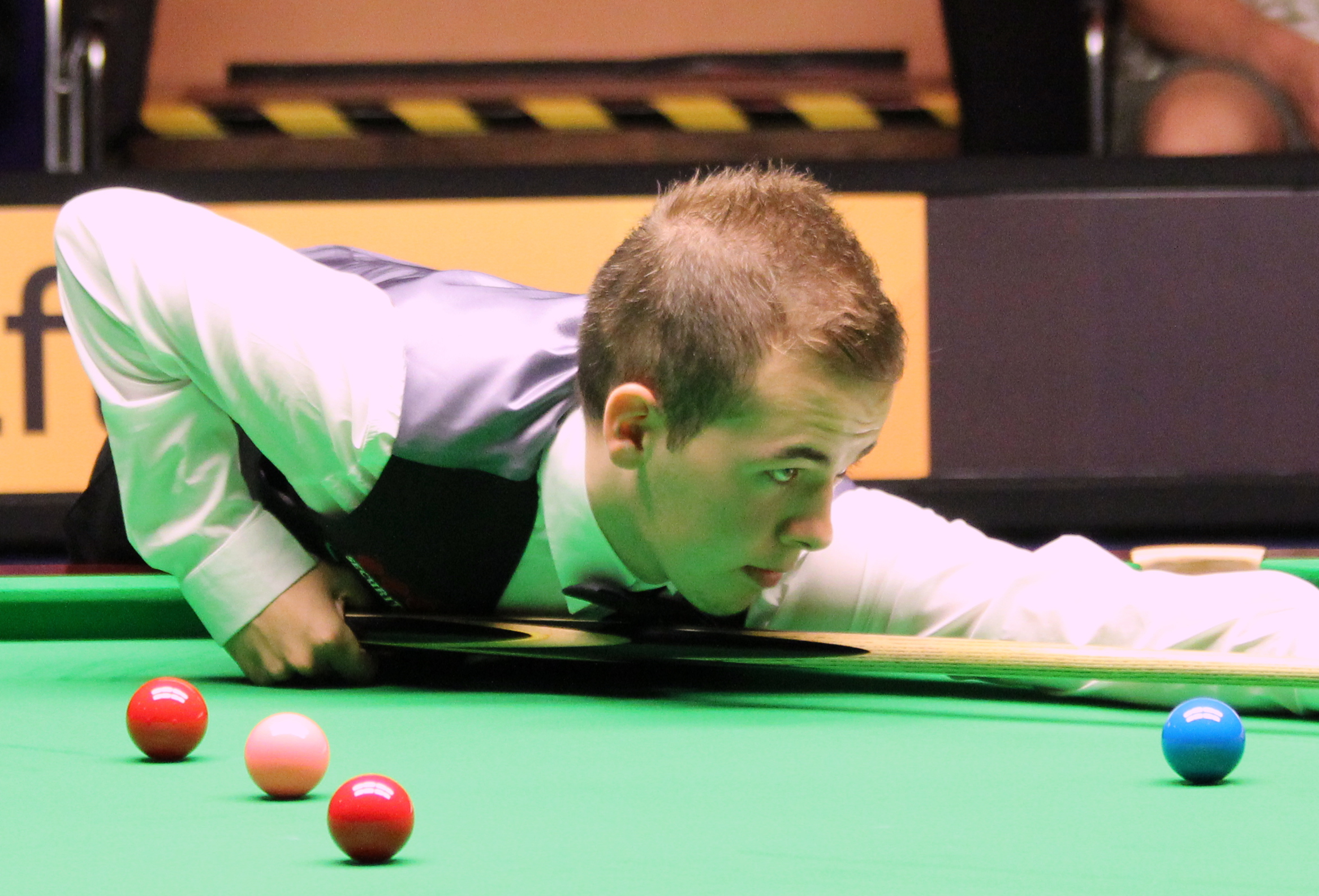
Luca Brecel en 2012.

| Légende | Catégorie                      | Titres                         | Finales                        |
|         | Tournois classés               | 4                              | 3                              |
|         | Tournois non classés           | 1                              | 4                              |
|         | Tournois en équipes            | 1                              | 0                              |
|         | Tournois pro-am                | 5                              | 1                              |
|         | Tournois amateurs              | 5                              | 0                              |
| Gras    | Tournois de la triple couronne | Tournois de la triple couronne | Tournois de la triple couronne |

### Titres

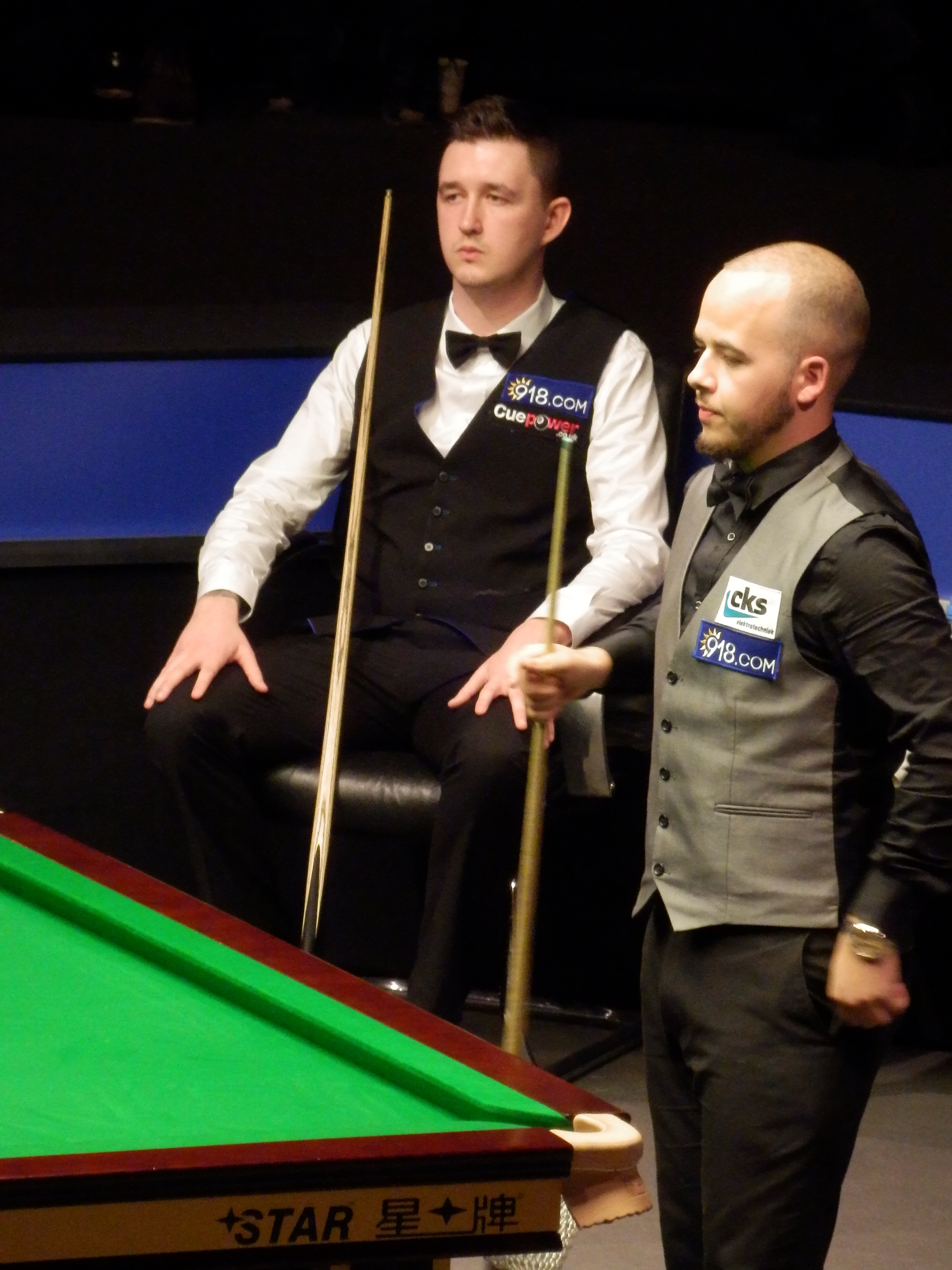
Luca Brecel (à droite) aux côtés de Kyren Wilson (à gauche), Masters d'Allemagne 2016.

| Saison    | Nom du tournoi                                              | Lieu              | Finaliste                | Score  | Tableau |
| 2009      | Championnat d'Europe amateur des moins de 21 ans            | Saint-Pétersbourg | Michael Wasley           | 6-5    |         |
| 2010      | Championnat de Belgique amateur                             | Mol               | Bjorn Haneveer           | 7-4    |         |
| 2010      | Championnat d'Europe amateur                                | Bucarest          | Roy Stolk                | 7-4    |         |
| 2012-2013 | Open des Pays Bas                                           | Bois-le-Duc       | Bjorn Haneveer           | 5-3    |         |
| 2013      | Championnat de Belgique amateur                             | Dilsen-Stokkem    | Yvan Van Velthoven       | 7-1    |         |
| 2013-2014 | Open des trois rois                                         | Rankweil          | Tony Drago               | 5-4    |         |
| 2014      | Championnat de Belgique amateur                             | Dilsen-Stokkem    | Yvan Van Velthoven       | 7-5    |         |
| 2017-2018 | Championnat de Chine                                        | Guangzhou         | Shaun Murphy             | 10-5   | Tableau |
| 2018-2019 | Coupe du Golden Q                                           | Baia Mare         | Michael Georgiou         | 5-1    | Tableau |
| 2019-2020 | Open des trois rois (2)                                     | Rankweil          | Alexander Ursenbacher    | 5-2    | Tableau |
| 2019-2020 | Open d'Italie                                               | Bolzano           | Sybren Sokolowski        | 4-1    | Tableau |
| 2019-2020 | Championnat de la ligue                                     | Milton Keynes     | Ben Woollaston           | [ 61 ] | Tableau |
| 2021-2022 | Open d'Écosse                                               | Llandudno         | John Higgins             | 9-5    | Tableau |
| 2022-2023 | Championnat de la ligue (2)                                 | Leicester         | Lu Ning                  | 3-1    | Tableau |
| 2022-2023 | Championnat du monde                                        | Sheffield         | Mark Selby               | 18-15  | Tableau |
| 2023-2024 | Championnat du monde par équipes mixtes (avec Reanne Evans) | Manchester        | Mark Selby Rebecca Kenna | 4-2    |         |

### Finales
| Saison    | Nom du tournoi             | Lieu      | Vainqueur         | Score | Tableau |
| 2014-2015 | Open des trois rois        | Rankweil  | Tony Drago        | 4-5   |         |
| 2015-2016 | Masters d'Allemagne        | Berlin    | Martin Gould      | 5-9   | Tableau |
| 2015-2016 | Snooker Shoot-Out          | Reading   | Robin Hull        | 0-1   | Tableau |
| 2021-2022 | Championnat du Royaume-Uni | York      | Zhao Xintong      | 5-10  | Tableau |
| 2022-2023 | Open d'Angleterre          | Brentwood | Mark Selby        | 6-9   | Tableau |
| 2023-2024 | Masters de Shanghai        | Shanghai  | Ronnie O'Sullivan | 9-11  | Tableau |
| 2023-2024 | Masters mondiaux           | Riyad     | Ronnie O'Sullivan | 2-5   | Tableau |
| 2024-2025 | Masters mondiaux (2)       | Riyad     | Mark Allen        | 1-5   | Tableau |

### Autres victoires en catégorie jeunes
- Championnat de Belgique des moins de seize ans : 2007, 2008, 2009
- Tournois belges de classement :
  - Saint-Martin (Gand) : 2007
  - Happy Snooker (Hasselt) : 2009
  - Zele : 2010
  - Peer : 2011
- Open de Malte des moins de seize ans : 2007
- Championnat des Flandres des moins de seize ans : 2008
- Championnat de Belgique par équipe : 2008
- Open de Belgique des moins de vingt-et-un ans : 2008
- Championnat de Belgique des moins de vingt-et-un ans : 2008, 2009
- Championnat d'Europe des moins de dix-neuf ans : 2009
- Open International des moins de vingt-et-un ans : 2009